# Nada Al-Ahdal
Nada Al-Ahdal (en àrab: ندى الأهدل) (Zabid, 3 de març de 2003) és una activista pels drets humans iemenita, coneguda per escapar de dos acords forçats de matrimoni infantil. El 2013 va publicar un vídeo a YouTube denunciant el matrimoni infantil i com l'obligaven a signar contractes matrimonials, la qual cosa ràpidament es va tornar viral i va generar cobertura sobre la pràctica contínua del matrimoni infantil al Iemen.

## Trajectòria

### Primer pacte matrimonial
Segons ella i el seu oncle Abdel Salam al-Ahdal, a 10 anys i 3 mesos, se suposava que ella anava a casar-se amb un adinerat estranger. Els seus pares van acceptar els diners del pretendent, però el seu oncle li va dir a l'home que al-Ahdal no era prou modesta per a ell en un intent d'espantar-lo. Abdel va afirmar: «Quan vaig saber del nuvi, vaig entrar en pànic. Nada no tenia ni tan sols 11 anys; tenia exactament 10 anys i 3 mesos. No podia permetre que es casés i arruïnés el seu futur». En perdre interès el pretendent, al-Ahdal va continuar vivint amb els seus pares, però més tard va fugir a casa del seu oncle. En el moment de l'acord, el pretendent tenia 26 anys, 16 anys més que ella. La suma acordada per al-Ahdal era de $2000.

### Segon pacte de matrimoni
El 2013, a l'edat de 10 anys, va pujar un vídeo de 2 minuts i mig a YouTube que ràpidament es va tornar viral. En el vídeo, acusava els seus pares d'intentar casar-la a canvi de diners. El vídeo va ser publicat amb ella parlant en àrab, però un usuari de YouTube va traduir el vídeo i el va pujar de nou amb subtítols en anglès. L'usuari de Reddit Syd_G va compartir el vídeo d'al-Ahdal en el lloc, la qual cosa va generar encara més intercanvi en les xarxes socials. El vídeo va rebre més de set milions de visites en tres dies.
La seva germana havia estat casada recentment als 14 anys, i a al-Ahdal aviat li anaven a concertar un compromís als 12 anys per a casar-se en un «futur pròxim». En el vídeo, comença dient: «És veritat que vaig escapar de la meva família. Ja no puc viure amb ells. Prou. Vull anar a viure amb el meu oncle. Què passa amb la innocència de la infància? Què han fet malament els nens? Per què els casen així?». Va continuar dient que preferiria morir que casar-se, esmentant les oportunitats educatives perdudes, el suïcidi entre les joves esposes i la mort primerenca. També va parlar de la seva tia, qui va ser casada als 14 anys i va sofrir abusos per part del seu espòs molt major abans de ruixar-se amb gasolina i calar-se foc. Al-Ahdal va fugir de casa seva per escapar del matrimoni i va ser acollida ràpidament pel seu oncle, un tècnic de muntatge i gràfics en una estació de televisió.

### Controvèrsia
Molts mitjans de comunicació de l'Orient Mitjà van criticar les afirmacions d'al-Ahdal com a falses o una decepció dels costums iemenites i islàmics. El Yemen Post la va acusar d'intentar arruïnar els costums iemenites i islàmics. La revista àrab The Majalla va afirmar que a causa de les connexions mediàtiques del seu oncle, van intentar explotar la noia convertint-la en la nova Nujood Ali del Iemen per poder abolir el matrimoni infantil al país. Els pares d'al-Ahdal van expressar que les seves afirmacions eren fabricacions i que el vídeo va ser guionizat pel seu oncle. No obstant això, contràriament al que van afirmar els seus pares, Nada Al-Ahdal va dir que la van amenaçar amb assassinar-la per honor si rebutjava el primer acord matrimonial.

### Impacte
Les afirmacions d'al-Ahdal van generar debat sobre el matrimoni infantil en els mitjans de comunicació internacionals. Els articles de tot el món solen citar la recerca de Human Rights Watch, que afirma que el Iemen no té una mínima edat per al matrimoni, i que aproximadament la meitat de totes les dones casades al país es casen sent nenes. En un article sobre al-Ahdal, l'International Political Forum va afirmar: «Algunes estadístiques poden ajudar a contextualitzar la seva història: segons les Nacions Unides, una de cada nou nenes en països en desenvolupament es casarà abans dels 15 anys, i s'estima que al voltant de 14,2 milions de nenes a l'any es convertiran probablement en esposes infantils en la dècada vinent».
Al-Ahdal i els acords de matrimoni infantil van ser coberts per la CNN, The Huffington Post, la BBC i molts altres mitjans de comunicació. Els informes de l'incident per part dels mitjans de comunicació globals van cridar l'atenció sobre el problema del matrimoni infantil.

### Posteritat
El 2021, en reconeixement del seu activisme, va guanyar el Premi Dona Àrab de la Fundació Àrab a Londres. El 2022 va guanyar el Premi Dona Àrab per les seves activitats com a activista social. Posteriorment, va fundar la Fundació Nada, una organització amb seu al Regne Unit que porta el seu nom. A més, exerceix com a ambaixadora de Do for Good a Espanya. Actualment, estudia Dret internacional al Regne Unit, on també resideix.

## Obres
El 3 de desembre de 2015, l'editorial Michel Lafon va publicar el llibre La rosée du matin, escrit per ella i la directora iemenita Khadija al-Salami. La primera versió es va publicar en francès, amb el nom La rosée du matin i una altra versió en polonès titulada Jedenastoletnia zona.
Al-Ahdal va participar en la pel·lícula I Am Nojoom, Age 10 and Divorced.
El canal de televisió en àrab MBC 1 va produir una detallada recerca de la seva història.